# BtL-Kraftstoff
BtL-Kraftstoffe sind synthetische Kraftstoffe (XtL-Kraftstoffe), die durch thermo-chemische Umwandlung aus Biomasse hergestellt werden. Die Abkürzung BtL steht für englisch biomass to liquid (deutsch Biomasseverflüssigung). Die Verfahren zur BtL-Produktion sind in der Entwicklung und nicht konkurrenzfähig.

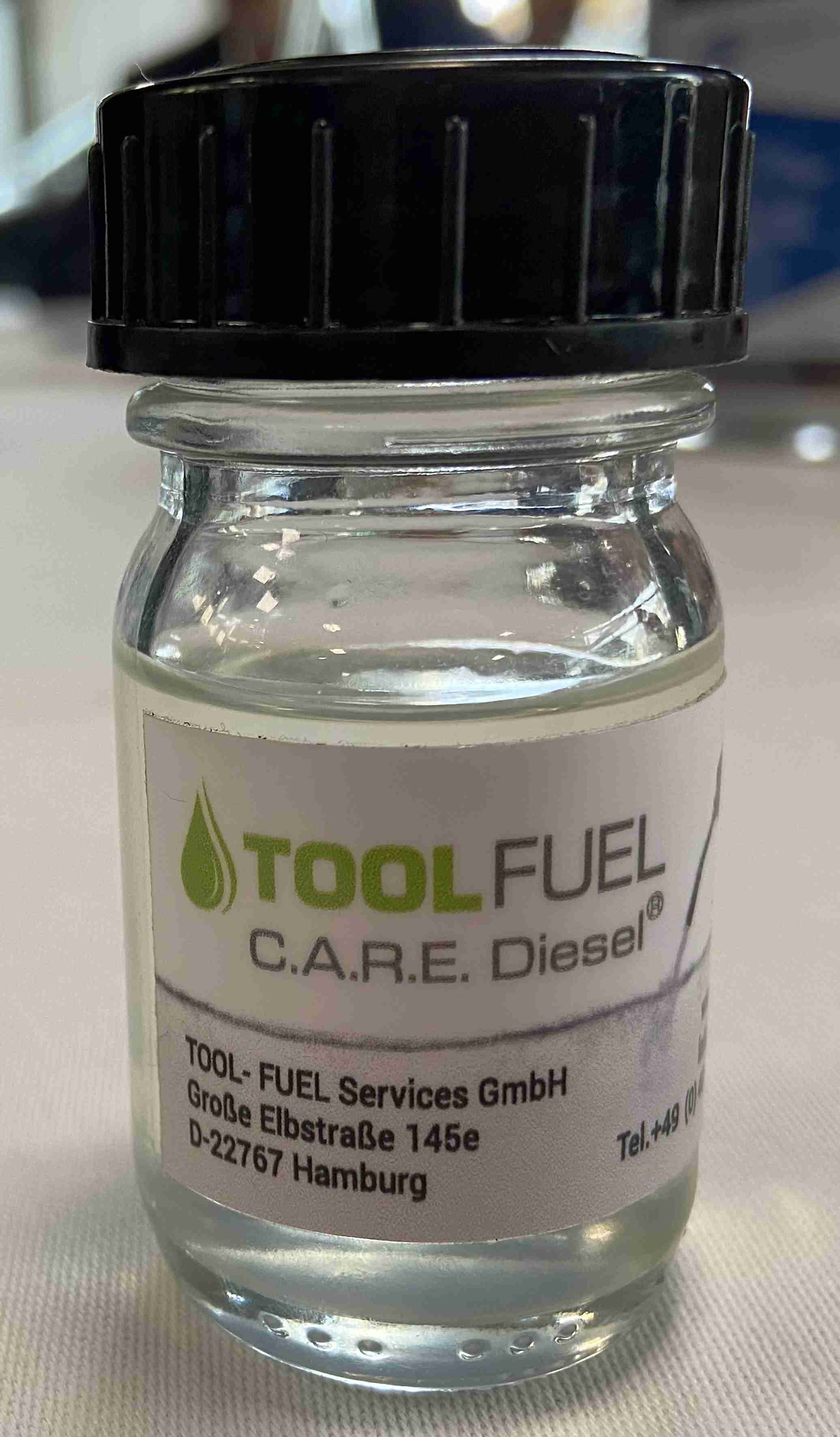
BtL Diesel

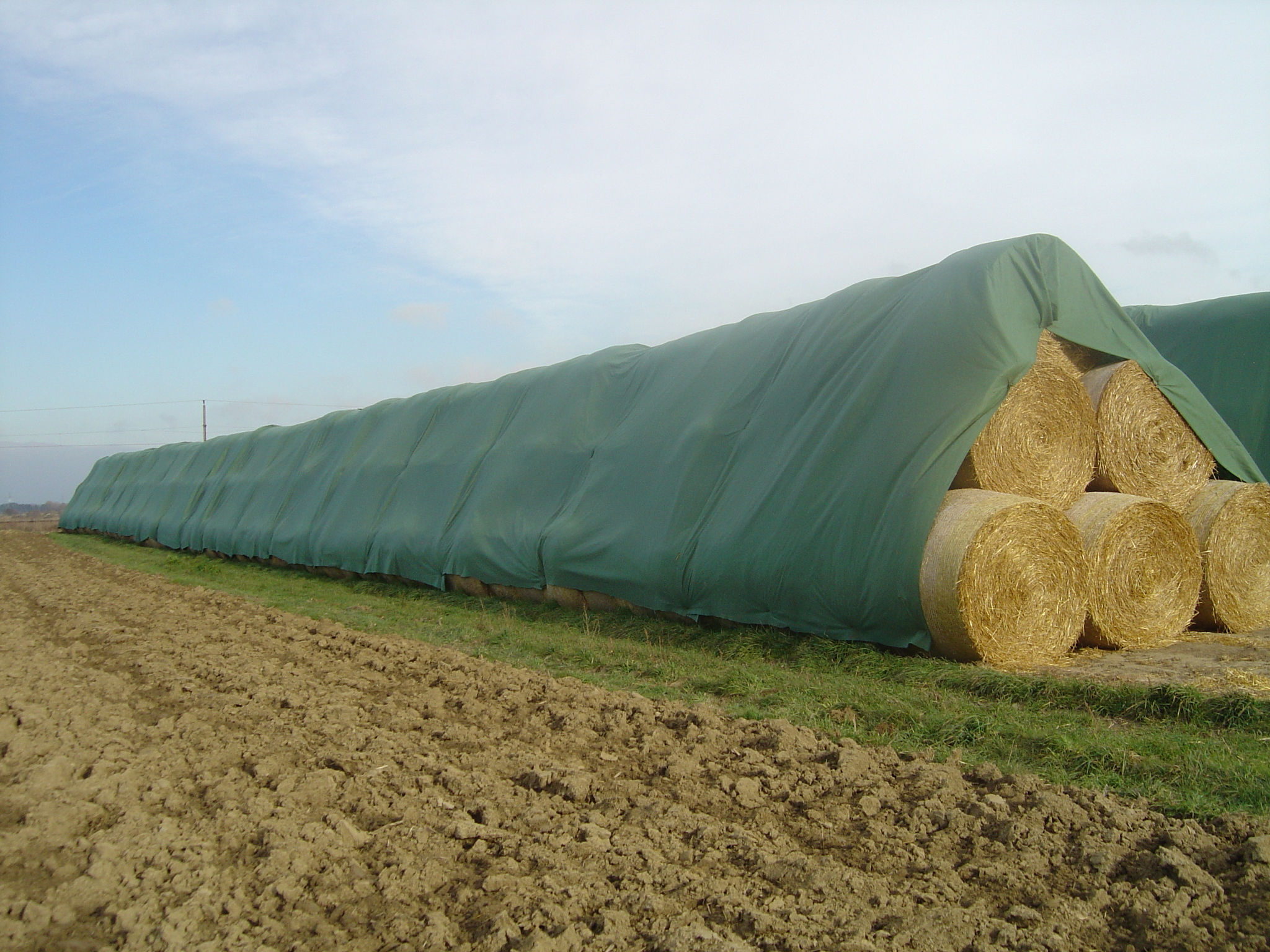
Zu Rundballen zusammengepresstes Stroh, das als Rohstoff zur BtL-Kraftstoffherstellung dienen kann

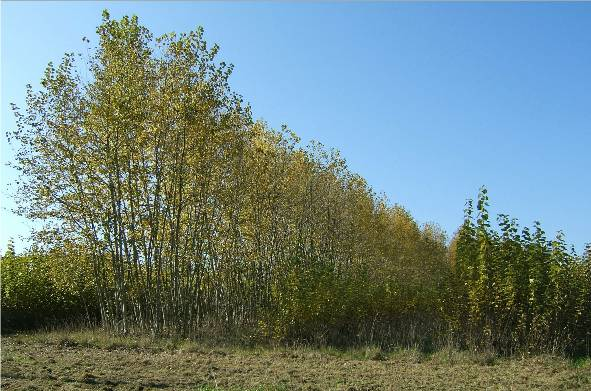
Kurzumtriebskultur aus Hybrid-Pappeln, die Rohstoffe zur BtL-Kraftstoffherstellung liefern können

## Prinzip und Anwendung
Siehe XtL-Kraftstoff und Fischer-Tropsch-Synthese
Die wichtigsten Schritte des gängigsten Herstellungsverfahrens sind die Vergasung der Biomasse, bei der das sogenannte Synthesegas erzeugt wird, sowie die anschließende Synthese mit dem Fischer-Tropsch-Verfahren oder dem Methanol-to-Gasoline-Verfahren (MtG). Als Endprodukt können Kraftstoffe erzeugt werden, die sich zwar chemisch von konventionellen Kraftstoffen wie Benzin oder Diesel unterscheiden, jedoch ebenfalls in Otto- oder Dieselmotoren verwendet werden können.
BtL-Kraftstoffe sind Biokraftstoffe der zweiten Generation. Das bedeutet, dass sie ein breiteres Rohstoffspektrum haben als Biodiesel oder Bioethanol, so dass z. B. auch cellulosereiche Biomasse wie Stroh und Holz genutzt werden kann. Der Kraftstoffertrag pro Hektar Anbaufläche könnte somit erhöht werden.
Einige andere, ebenfalls durch eine Biomasseverflüssigung erzeugte Kraftstoffe werden in der Regel nicht den BtL-Kraftstoffen zugeordnet. Dieses sind z. B. die durch Biokonversion aus Zucker, Stärke oder Cellulose erzeugten Kraftstoffe Bioethanol und Cellulose-Ethanol sowie Furanics. Bei einer pyrolytischen Direktverflüssigung von Biomasse zu Pyrolyseöl kann dieses nach einer Aufbereitung in Kraftstoff umgewandelt werden.
Mehrere Verfahrensschritte sind bei der Produktion von BtL-Kraftstoffen notwendig:
- 1. Rohstoffbereitstellung
- 2. Vergasung (Pyrolyse)
- 3. Gasreinigung / Gasaufbereitung (inklusive Kohlendioxid-Shift)
- 4. Synthese (z. B. Fischer-Tropsch-Synthese)
- 5. Produktaufbereitung (Raffinierung des Syntheseprodukts)

Die Bereitstellung der Rohstoffe (Schritt 1) unterscheidet sich von den anderen XtL-Kraftstoffen, die aus Gas oder Kohle hergestellt werden. Auch die Schritte der Vergasung und der Gasreinigung unterscheiden sich deutlich vom Gas to Liquid-Herstellungsprozess, ähneln aber dem CtL (Coal to Liquid)-Herstellungsprozess. Die Synthese kann hingegen bei allen XtL-Herstellungen gleich ablaufen, z. B. durch die Verwendung der Fischer-Tropsch-Synthese.
Während die Verfahren zur Herstellung von CtL- und GtL-Kraftstoffen im industriellen Maßstab etabliert sind, befinden sich Verfahren zur BtL-Kraftstoff-Herstellung noch in der Entwicklung bzw. in einer frühen Phase der Praxiserprobung.
Hauptsächlich wird derzeit an der Herstellung von BtL-Dieselkraftstoffen geforscht.

## Geschichtlicher Hintergrund
(siehe Artikel Fischer-Tropsch-Synthese)
CtL-Kraftstoffe wurden bereits in den 1940ern im Deutschen Reich und nach dem Zweiten Weltkrieg bis heute in Südafrika in großtechnischem Maßstab hergestellt. Auch die Herstellung von GtL-Kraftstoffen ist seit den 1990ern etabliert.
Im Zuge der Energiewende rückten Erneuerbare Energien und damit auch Biokraftstoffe wie Biodiesel, Bioethanol und BtL in den Fokus. Getrieben durch steigende Preise für fossile Kraftstoffe zur Jahrtausendwende, Sorge um wirtschaftliche Abhängigkeit von politisch instabilen Erzeugungsländern und begleitet durch eine Diskussion um eine CO2-freie Energiewirtschaft wurden in vielen Industrieländern Kapazitäten für die Biokraftstoffe der ersten Generation (z. B. Biodiesel, Bioethanol) aufgebaut. BtL-Kraftstoffe werden als Biokraftstoffe der zweiten Generation vor allem in Europa zwar politisch stark gefördert, haben den ökonomischen Durchbruch bisher jedoch noch nicht geschafft.
| Biokraftstoff               | Ertrag/ha | Kraftstoffäquivalenz [l] | Kraftstoffäquivalent pro Fläche [l/ha] | Fahrleistung [km/ha] |
| --------------------------- | --------- | ------------------------ | -------------------------------------- | -------------------- |
| Pflanzenöl (Rapsöl)         | 1590 l    | 0,96                     | 1526                                   | 23300 + 17600        |
| Biodiesel (Rapsmethylester) | 1550 l    | 0,91                     | 1411                                   | 23300 + 17600        |
| Bioethanol (Weizen)         | 2760 l    | 0,65                     | 1794                                   | 22400 + 14400        |
| Biomethan (mit Mais)        | 3540 kg   | 1,4                      | 4956                                   | 67600                |
| BtL (aus Energiepflanzen)   | 4030 l    | 0,97                     | 3909                                   | 64000                |
| BtL (aus Stroh)             | 1361 l    | 0,97                     | 1320                                   | 21000                |

1. ↑  1 l Biokraftstoff bzw. 1 kg Biomethan entspricht dieser Menge konventionellen Kraftstoffs
2. ↑  ohne Nebenprodukte
3. ↑  separate Berechnung, nicht auf den anderen Daten basierend
4. 1 2 3   mit Biomethan aus Nebenprodukten Rapskuchen/ Schlempe/ Stroh
5. 1 2  auf Basis von FT-Kraftstoffen

## Herstellung

Verfahrensschema der Herstellung von BtL-Kraftstoffen

### Rohstoffbereitstellung und -aufbereitung
Die Herstellung von BtL beginnt meist damit, die stark wasserhaltige Biomasse zu trocknen. Als Ausgangsmaterial können sowohl Biomasseabfälle wie Stroh oder Restholz als auch speziell für die Kraftstofferzeugung angebaute Nutzpflanzen (Energiepflanzen, z. B. in Kurzumtriebsplantagen) Verwendung finden. Nach einer je nach Verfahren und Anlagentechnik erforderlichen Zerkleinerung und Reinigung der Pflanzenteile erfolgt die Vergasung. Zu beachten ist dabei, dass oftmals nur die Heizwerte der eingesetzten Stoffe betrachtet werden. Da diese Heizwerte aber massebezogen ermittelt werden, bleibt die unterschiedliche Dichte der Stoffe, die beispielsweise bei Stroh zu deutlich größeren zu transportierenden und zu verarbeitenden Stoffvolumen führt, bei der Betrachtung meist unberücksichtigt. So haben Buche und Fichte zwar fast den gleichen Heizwert von etwa 15 MJ/kg, die Dichte (das Gewicht pro Volumen) unterscheidet sich aber deutlich: 0,77 bzw. 0,44 kg/dm3. Unter Berücksichtigung der großen notwendigerweise zu transportierenden und zu verarbeitenden Volumina ist auch die Verarbeitung von Reststoffen, schnellwachsender Biomasse oder Stroh kritisch zu betrachten.

### Vergasung
Der erste Schritt ist bei den hier behandelten Syntheseverfahren eine verschieden stark vollendete thermische Spaltung, die Pyrolyse. Bei Temperaturen von ca. 200 °C bis über 1000 °C wird die physische und chemische Struktur der Biomasse umgewandelt. Lange Molekülketten werden durch den Wärmeeinfluss gespalten. Es entstehen zahlreiche unterschiedliche flüssige und gasförmige Kohlenwasserstoffe mit kürzerer Kettenlänge sowie mit fortschreitendem Verlauf auch vermehrt Kohlenmonoxid, Kohlendioxid, Kohlenstoff und Wasser. Während durch (Luft-)Sauerstoffmangel die vollständige Oxidation zu Kohlendioxid und Wasser verhindert wird, lässt sich die weitere Beschaffenheit der Pyrolyseprodukte neben den primären Prozessbedingungen Temperatur, Druck und Verweilzeit im Reaktor auch durch zugeführte chemische Reaktanten und Katalysatoren beeinflussen. Weitere Varianten der Vergasung sind möglich. Wenn die Reaktion in einer flüssigen Lösung durchgeführt wird, die gleichzeitig Reaktionspartner ist, spricht man auch von einer Solvolyse, bei einer Wasserstoffatmosphäre dagegen von einer Hydrogenolyse.

#### Carbo-V-Verfahren
Dieses spezielle Verfahren beruht auf einem zweistufigen Prozess, wobei zuerst bei 400–500 °C die stückige Biomasse in Koks (Biokoks) und teerhaltiges Schwelgas zerlegt wird. Während der Biokoks ausgeschleust wird, erfolgt bei ca. 1500 °C eine Flugstromvergasung des Schwelgases, so dass die längerkettigen Kohlenwasserstoffe in einfache Moleküle und damit in ein teerfreies Synthesegas zerlegt werden können. Die hohe Temperatur dieses Gases wird anschließend benutzt, um den ausgeschleusten und zermahlenen Biokoks bei nun 900 °C ebenfalls zu vergasen. Der Rohstoff kann dadurch ausgiebiger genutzt werden als bei anderen Verfahren. Das damit entstandene Rohgas ist teerfrei und nach dem Entstauben und Waschen von ähnlicher Qualität wie aus Erdgas erzeugtes Synthesegas.

#### Verflüssigung
Wird die Pyrolyse weniger vollständig durchgeführt, entsteht statt eines Gases ein flüssiges Produkt, das auch als Pyrolyseöl bezeichnet wird. Dieses Verfahren könnte z. B. eingesetzt werden, um bei Rohstoffen mit geringer Dichte, wie z. B. Stroh, die Transportwürdigkeit zu erhöhen. Anschließend kann eine Vergasung an der BtL-Produktionsanlage erfolgen.

### Synthese
Der nachfolgende Schritt ist der Syntheseschritt, bei dem die Spaltprodukte im Synthesegas durch chemische Reaktion zum BtL-Kraftstoff aufbereitet werden. Meist findet eine an das Fischer-Tropsch-Verfahren angelehnte Synthese zur Erzeugung der BtL-Kraftstoffe statt.
Dieses Verfahren wurde in der Pilotanlage der Choren Industries GmbH angewandt. Dabei wurde das Carbo-V-Verfahren zur Produktion von Biogas mit der von Shell entwickelten Shell Middle Distillate Synthesis, einem weiterentwickelten Fischer-Tropsch-Verfahren, kombiniert. Shell erzeugt damit im großindustriellen Maßstab im malaysischen Bintulu schon GtL-Kraftstoff aus Erdgas und mischt ihn seinem „V-Power“-Kraftstoff bei.
Eine weitere Anlage im vorläufig kleineren Maßstab ist die Anlage in Güssing (Österreich). Eine zentrale Rolle spielt hier die Umwandlung von Biomasse in ein Produktgas mit Hilfe der „Wirbelschicht – Dampfvergasung“. Derzeit (Stand: 2023) wird dieses Produktgas in Wärme und Strom umgewandelt und versorgt so die Stadt Güssing mit umweltfreundlicher, erneuerbarer Energie.

### Produktaufbereitung
Das Produkt der Synthese ist ein Gemisch verschiedener Kohlenwasserstoffe. Um eine Nutzung als Kraftstoff zu ermöglichen, ist eine Aufbereitung notwendig, die z. B. auf Verfahren aus der Erdölraffination zurückgreift (z. B. Destillation, Rektifikation). So erfolgt z. B. die Gewinnung von BtL-Benzin und BtL-Diesel aus dem Syntheseprodukt. In einem begrenzten Rahmen lässt sich die Synthese steuern, so dass z. B. eine bevorzugte Herstellung von BtL-Diesel möglich ist.

### Andere Herstellungsverfahren
Eine Herstellung von BtL-Kraftstoff kann auch mit anderen Verfahren erfolgen, die aber zur Unterscheidung meist eine eigene Bezeichnung haben. Teilweise liegt als Zwischenprodukt kein Synthesegas, sondern eine Flüssigkeit (Pyrolyseöl) vor:
- Flash-Pyrolyse mit sehr kurzen Verweilzeiten im Reaktor[5], der
- Katalytischen Direktverflüssigung, bei der die Pyrolyse in einem Ölsumpf mit Katalysatorbeimengung erfolgt[6], und der
- Hydrierenden Direktverflüssigung, bei der durch (Druck-)Wasserstoff während der Pyrolyse stabile Produktkohlenwasserstoffe entstehen.

Bei diesen Verfahren entsteht eine Produktflüssigkeit (Biorohöl oder Biocrude Oil genannt) die hauptsächlich lipophile (wasserunlösliche) Stoffe enthalten kann. In einem weiteren Schritt erfolgt die Verarbeitung zu Biokraftstoff mit Hilfe gängiger petrochemischer Verfahren.
Entsprechende Anlagen existieren derzeit an verschiedenen Standorten in Deutschland, u. a. beim „Departement Verfahrenstechnik“ der HAW Hamburg (Technikumsmaßstab), sowie bei einigen kommerziellen Betreibern („HP-DoS“-Verfahren, Produktionsvorstufe).
Auch an anderen Instituten wird an der Entwicklung von Herstellungsverfahren gearbeitet, wie z. B. am Forschungszentrum Karlsruhe mit dem bioliq-Verfahren.
Auch mikrobiologisch ist eine Herstellung denkbar. So haben Forscher an der Universität Exeter das Bakterium Escherichia coli gentechnisch so manipuliert, dass diese durch Zugabe von Fettsäuren je nach Genausstattung Alkane und Alkene verschiedener Längen herstellen kann. Je nach Zusammensetzung können dann Kraftstoffreplika erzeugt werden.

## Kraftstoffeigenschaften
Es gibt derzeit nur Messwerte aus Pilotanlagen. Fischer-Tropsch-Kraftstoffe werden einen 7 % geringeren volumetrischen Energieinhalt im Vergleich zu Diesel haben, eine niedrigere Viskosität und eine deutlich höhere Cetanzahl.
Die Emissionen durch BtL-Kraftstoff sind geringer als bei fossilem Brennstoff (siehe Absatz Umweltauswirkungen). BtL-Diesel bzw. -Benzin sind ohne umfassende Umrüstung in den gängigen Diesel- bzw. Ottomotoren (Benziner) nutzbar.

## Umweltauswirkungen

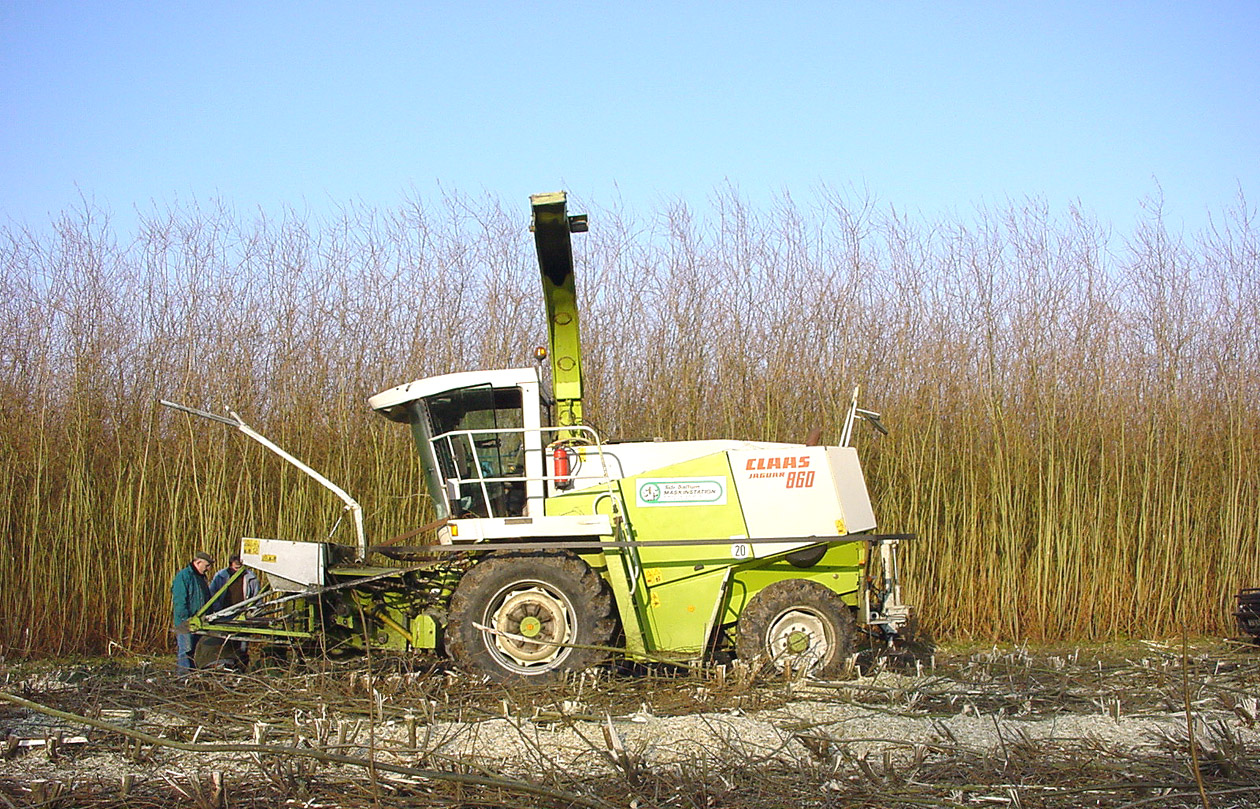
Mechanisierte Ernte einer Kurzumtriebsplantage mit einem umgerüsteten Maishäcksler

Bei den Umweltauswirkungen kann zwischen den Folgen des Biomasseanbaus und den Emissionen bei der Nutzung durch Verbrennung des BtL unterschieden werden. Für eine Gesamtbilanz ist aber der komplette Prozess inklusive der aufwendigen Herstellung zu betrachten.

### Anbau
Die Umweltauswirkungen der Herstellung von BtL-Treibstoff hängen vor allem von der Art der eingesetzten Biomasse ab. Wie bei anderen Biotreibstoffen auch führt die Verwendung von Abfällen oder Waldholz zu eher geringeren Umweltbelastungen. Bei Verwendung von Energiepflanzen sind die Umweltbelastungen hingegen höher und die Treibhausgaseinsparungen geringer. Ein weiteres wichtiges Kriterium ist der Umwandlungsgrad, der auch davon abhängt, ob im Verfahren noch Strom und Wärme produziert werden. Es besteht also ein Zielkonflikt zwischen hohen Treibstofferträgen pro Fläche auf der einen Seite und möglichst geringen Umweltbelastungen auf der anderen Seite.
Etwa 5 bis 10 Kilogramm Holz sind notwendig, um 1 kg BtL zu produzieren. Ersten optimistischen Schätzungen zufolge soll sich auf einem Hektar Ackerland so viel Biomasse anbauen lassen, dass daraus jährlich ca. 4000 Liter BtL-Kraftstoff hergestellt werden können. Neuere Berechnungen in einem europäischen Forschungsprojekt ergaben maximal 2300 kg BtL-Kraftstoff pro Hektar bei der Nutzung von Kurzumtriebsholz. Die Umwandlungsgrade und Flächenerträge schwanken dabei je nach Verfahren und Art der Biomasse.

### Nutzung
Theoretisch kann jeder Dieselmotor auch mit BtL-Kraftstoff betrieben werden. In ersten Praxismessungen ergab sich ein verringerter Ausstoß von (unverbrannten) Kohlenwasserstoffen (um 40 %) sowie von Kohlenmonoxid und Rußpartikeln bei der Verbrennung. Grund ist das, im Gegensatz zu fossilen Kraftstoffen, Fehlen von aromatischen Verbindungen. Da auch keine Schwefelverbindungen enthalten sind, werden auch hier Emissionen verringert. Allerdings musste auch ein leichter Leistungsverlust hingenommen werden. Für eine vollständige Beurteilung müssen jedoch auch die zusätzlichen Emissionen dieser Schadstoffe bei der Treibstoffherstellung berücksichtigt werden, die diese Minderemissionen bei der Verbrennung teilweise aufwiegen.

## Vor- und Nachteile
(zu allgemeinen Vor- und Nachteilen von Bioenergien siehe auch Artikel Bioenergie)

### Vorteile
- Verbesserung der Außenhandelsbilanz in vielen von Erdölimporten abhängigen Ländern, durch Verringerung der Erdölimporte.
- BtL-Kraftstoffe haben ähnliche Vorteile wie andere erneuerbare Energien, wie
  - Reduktion von fossilen CO2-Emissionen
  - Schonung fossiler Ressourcen
  - größere Unabhängigkeit von Energieimporten
  - Stärkung der regionalen Wirtschaft
- Für die BtL-Herstellung kann theoretisch jede verfügbare pflanzliche Biomasse verwendet werden, wie Pflanzenabfälle, Laub, Restholz und andere, bisher ungenutzte Biomasse. Damit wird auch eine Nutzungs- (z. B. zur Nutzung von Rohstoffen zur Nahrungsmittelproduktion) und Flächenkonkurrenz vermieden. Allerdings wird dadurch auch das Potential der BtL-Kraftstoffe begrenzt.
- Der jährliche Holzzuwachs in Deutschland beträgt etwa 65 Mio. m3, was 4 % Massenzunahme entspricht. Rund ein Viertel des jährlichen Dieselbedarfs in Deutschland könnte damit theoretisch gedeckt werden. Allerdings besteht eine Nutzungskonkurrenz z. B. zur stofflichen Nutzung (Nutzholz) und zur Herstellung von Holzpellets oder Cellulose-Ethanol.
- Die gängigen Diesel- bzw. Ottomotoren können die entsprechenden BtL-Kraftstoffe ohne Umrüstung nutzen, während andere Biokraftstoffe (Ethanol, Pflanzenöl) eine Anpassung erfordern können.
- Die vorhandene Infrastruktur (Tankstellen, Lager und Transporteinrichtungen) ist weiterhin nutzbar.

### Nachteile
- Das Potential an bisher ungenutzter Biomasse ist begrenzt. Ein umfassender Ausbau der BtL-Herstellung würde somit auch zu einer verstärkten Flächen- und Nutzungskonkurrenz führen, da landwirtschaftliche und forstwirtschaftliche Flächen verstärkt hierfür genutzt werden müssten.
- Die Herstellungskosten für BtL werden hoch eingeschätzt, so dass mit den derzeitigen (Jahr 2020) Herstellungsverfahren eine Konkurrenzfähigkeit mit konventionellen Kraftstoffen nur bei finanzieller Förderung möglich erscheint.
- Ein weiterer Biokraftstoff, der sich in der Entwicklung befindet, ist Cellulose-Ethanol. Für seine Herstellung würden ähnliche Rohstoffe wie für BtL benötigt. Unklar ist, welches Verfahren geeigneter ist.
- Bei der thermischen Umwandlung gehen je nach Verfahren und Nebenprodukten (Strom, Wärme, Naphtha) 30 bis 60 % der in der Biomasse gespeicherten Energie verloren. Der Treibstoffertrag pro Hektar ist damit nicht zwingend höher als bei anderen Biotreibstoffen und kann je nach Ausgangsmaterial und Verfahren stark schwanken.[1] Zudem ist der Aufwand für Ernte, Transport, Schreddern und anderes zu berücksichtigen.
- Da die Energiedichte der geplanten Ausgangsstoffe (Stroh, Schilf, Bambus, schnellwachsende Hölzer, …) gering ist, sind die zu verarbeitenden Volumina im Vergleich zu fossilen Energieträgern, aber auch zu langsam wachsenden Harthölzern deutlich größer.
- Die begrenzten Einzugsgebiete für die großvolumigen Ausgangsstoffe (Transportkosten) bedingen kleinere Erzeugereinheiten mit dadurch geringerer Effizienz.

## Produktion und Markteinführung
2005 vereinbarte Choren Industries mit dem Mineralölkonzern Shell, die weltweit erste großtechnische Fertigungsanlage für 18 Mio. Liter BtL-Kraftstoff im Jahr zu errichten. Am 6. Juli 2011 wurde über das Vermögen der Choren Industries die vorläufige Insolvenzverwaltung angeordnet. Das von Choren Industries entwickelte Biomassevergasungsverfahren Carbo V wurde aus der Insolvenzmasse von der Linde AG erworben und weiterentwickelt.
Wichtige industriepolitische Rahmenbedingungen sind z. B. im Energiesteuergesetz geregelte Steuerbegünstigungen für besonders förderwürdige Biokraftstoffe wie BtL, Cellulose-Ethanol und Biomethan.